# Derephysia foliacea

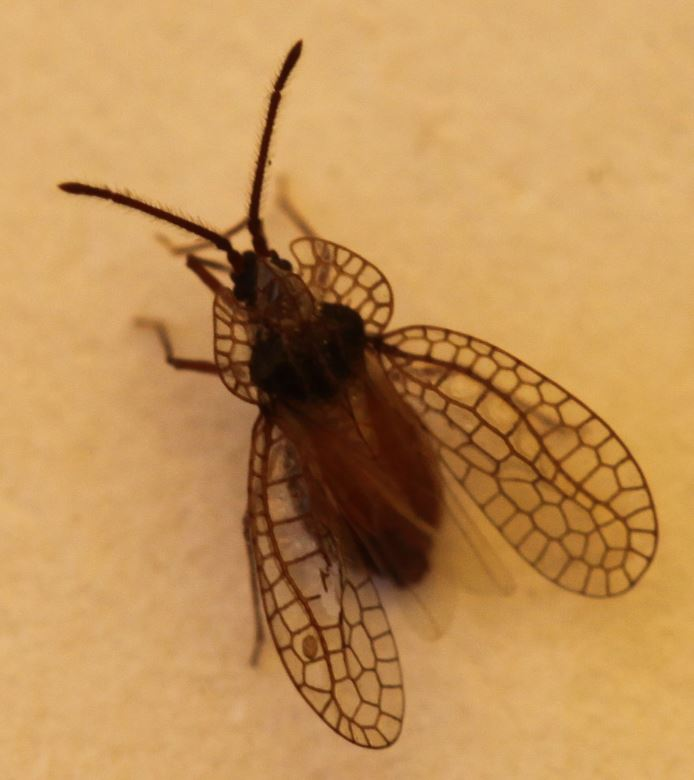
Wanze mit gespreizten Flügeln

Derephysia foliacea, auch Dreikielige Netzwanze genannt, ist eine Wanze aus der Familie der Netzwanzen (Tingidae).

## Merkmale
Die Wanzen werden 2,8 bis 3,8 Millimeter lang. Ihr Netz hat nur eine einzelne Reihe langer Zellen entlang des Randes der Hemielytren, die teilweise aber geteilt sein können. Der Außenrand der Hemielytren ist stark erhöht. Die Tiere sind blass braun gefärbt, die Fühler, der Kopf und der mittige Teil des Pronotums sind dunkler. Die Imagines sind meist voll geflügelt (makropter).

## Verbreitung und Lebensraum
Die Art ist in ganz Europa, mit Ausnahme des hohen Nordens, östlich bis nach China und Japan verbreitet. Sie kommt auch auf den Kanarischen Inseln und in Nordamerika vor. In Mitteleuropa ist sie weit verbreitet, ist aber überall selten. In Großbritannien ist sie weit verbreitet, tritt aber nur lokal auf. Besiedelt werden trockene und warme bis mäßig feuchte, offene Lebensräume und trockene, offene Wälder.

## Lebensweise
Die Tiere leben am Boden. Sie ist jene Netzwanzenart Mitteleuropas, bei der die Ernährungsweise am meisten unklar ist. Vermutliche Wirtspflanzen sind unter anderem Moose, Lippenblütler (Lamiaceae) wie Thymiane (Thymus) und Salbei (Salvia), Raublattgewächse (Boraginaceae) wie Natternköpfe (Echium), Korbblütler (Asteraceae) wie Margeriten (Leucanthemum), Habichtskräuter (Hieracium) und Artemisia und Süßgräser (Poaceae) wie Draht-Schmiele (Deschampsia flexuosa). Erwähnt wird auch Gemeiner Efeu (Hedera helix), wobei unklar ist, ob dieser nur als Rastplatz für die fliegenden Imagines dient. Nymphen werden nur selten gefunden, sodass man davon ausgeht, dass sie unterirdisch leben könnten und an Pflanzenwurzeln saugen. Nur bei einer Beobachtung der Nymphen fand man sie in Moos (Climatium). Eine Beziehung zu Ameisen wird ausgeschlossen, obwohl bei Derephysia cristata eine solche vermutet wird.
Die Männchen der sehr flugaktiven Wanzen schwärmen vor allem im Mai und Juni zur Paarungszeit. Ab Juli fliegen die frisch geschlüpften Imagines der neuen Generation. Die Überwinterung erfolgt in der Bodenstreu. Pro Jahr wird eine Generation ausgebildet.

## Belege